# San Pietro Vernotico
San Pietro Vernotico est une commune italienne de la province de Brindisi dans la région des Pouilles.
Le territoire de San Pietro Vernotico comprend également une plage sur la mer Adriatique, nommée Campo di Mare.

## Administration
| Période                                  | Période  | Identité       | Étiquette       | Qualité |
| ---------------------------------------- | -------- | -------------- | --------------- | ------- |
| 2010                                     | En cours | Pasquale Rizzo | UDC, Idv, Verdi |         |
| Les données manquantes sont à compléter. |          |                |                 |         |

### Communes limitrophes
Brindisi, Cellino San Marco, Squinzano, Torchiarolo

### Personnalités liées à la commune
Le footballeur Thiago Alcantara est né dans cette commune.